# Herbert Anderson
Herbert Lawrence Anderson (Nova Iorque, 24 de maio de 1914 – Los Alamos, Novo México, 16 de julho de 1988) foi um físico nuclear estadunidense que trabalhou no Projeto Manhattan.

## Obras
Artigos
- H. L. Anderson, E. T. Booth, J. R. Dunning, E. Fermi, G. N. Glasoe, and F. G. Slack The Fission of Uranium, Phys. Rev. Volume 55, Number 5,  511 - 512 (1939). Institutional citation: Pupin Physics Laboratories, Columbia University, New York, New York. Received 16 February 1939.
- H. L. Anderson, E. Fermi, and Leo Szilard Neutron Production and Absorption in Uranium, Phys. Rev. Volume 56, Issue 3, 284 - 286 (1939). Institutional citation: Columbia University, New York, New York. Received 3 July 1939.
- Harold M. Agnew and Herbert L. Anderson Double Magnetic Lens Nuclear Spectrometer, Rev. Sci. Instrum. Volume 20, 869 (1949). Institutional citation: Institute for Nuclear Studies, University of Chicago, Chicago, Illinois.
- Herbert L. Anderson Resonance Capture of Neutrons by Uranium, Phys. Rev. Volume 80, Issue 4, 499 - 506 (1950). Institutional citation: Columbia University, New York, New York. Received 27 April 1940. When Anderson submitted the paper, based on his doctoral thesis, he was a University Fellow, at Columbia University. For national security reasons, the paper was not published until 10 years later. By then, Anderson was at the Institute for Nuclear Studies, The University of Chicago, Chicago, Illinois.

Livros
- Herbert L. Anderson AIP 50th Anniversary Physics Vade Mecum (American Institute of Physics, 1981) ISBN 0-88318-289-0
- Herbert L. Anderson (Editor-in-Chief) A Physicist's Desk Reference (American Institute of Physics, New York, 1989) ISBN 0-88318-610-1
- Herbert L. Anderson John Ray Dunning 1907 – 1975 in Biographical Memoir 163-186 (National Academy of Sciences, 1989).